# Nannophlebia aerostiba
Nannophlebia aerostiba – gatunek ważki z rodziny ważkowatych (Libellulidae).